# Suore passioniste di San Paolo della Croce
Le suore passioniste di San Paolo della Croce (in latino Congregatio Sororum Sancti Pauli a Cruce) sono un istituto religioso femminile di diritto pontificio: i membri di questa congregazione pospongono al loro nome la sigla C.P.

## Storia

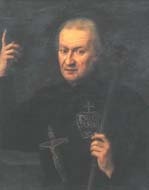
Paolo della Croce

La congregazione deriva da quella fondata a Firenze nel 1815 dalla marchesa Maria Maddalena Frescobaldi (1771-1839) che, rimasta vedova, iniziò a dedicarsi alla cura delle donne malate presso l'ospedale di San Bonifazio, dove ebbe modo di imbattersi nella realtà della prostituzione: decise quindi di dirigere il suo apostolato al recupero delle prostitute e le prime quattro giovani raccolte dalla Frescobaldi si costituirono in congregazione col nome di "ancille passioniste" (il titolo di  San Paolo della Croce venne aggiunto nel 1817); la fondatrice adattò per la vita attiva la regola data da Paolo della Croce (1694-1775) alle monache Passioniste.
La compagnia, insieme agli altri enti ecclesiastici, venne soppressa dal governo italiano nel 1866. Restaurata il 14 settembre 1872 a opera di Giuseppe Fiammetti e di due suore del dissolto istituto, nel 1875 ottenne il riconoscimento dell'arcidiocesi di Firenze.
Le passioniste ricevettero il pontificio decreto di lode il 17 giugno 1931 e le loro costituzioni vennero approvate definitivamente dalla Santa Sede nel 1939.

## Attività e diffusione
Le suore passioniste hanno come missione quella di indirizzare le persone più emarginate e soggette allo sfruttamento e al degrado a riscoprire la propria dignità di persone salvate da Gesù. Operano attraverso diverse forme educative: centri di accoglienza per minori, case-famiglia, scuole, centri sociali e di assistenza, centri per la promozione della donna.
Sono presenti in Europa (Belgio, Bielorussia, Bulgaria, Francia, Italia, Polonia, Portogallo, Spagna), nelle Americhe (Bolivia, Brasile, Canada, Colombia, Cuba, Ecuador, Panama, Paraguay, Perù), in Asia (Corea del Sud, Filippine, India, Indonesia), in Africa (Repubblica Democratica del Congo, Costa d'Avorio, Kenya, Nigeria, Tanzania) e in Australia. La sede generalizia è a Roma.
Al 31 dicembre 2005, la congregazione contava 1.028 religiose in 160 case.